# Marathyssa ocularis
Marathyssa ocularis is een vlinder uit de familie van de Euteliidae. De wetenschappelijke naam van de soort is voor het eerst geldig gepubliceerd in 1875 door Butler.